# Lilla Karlsö

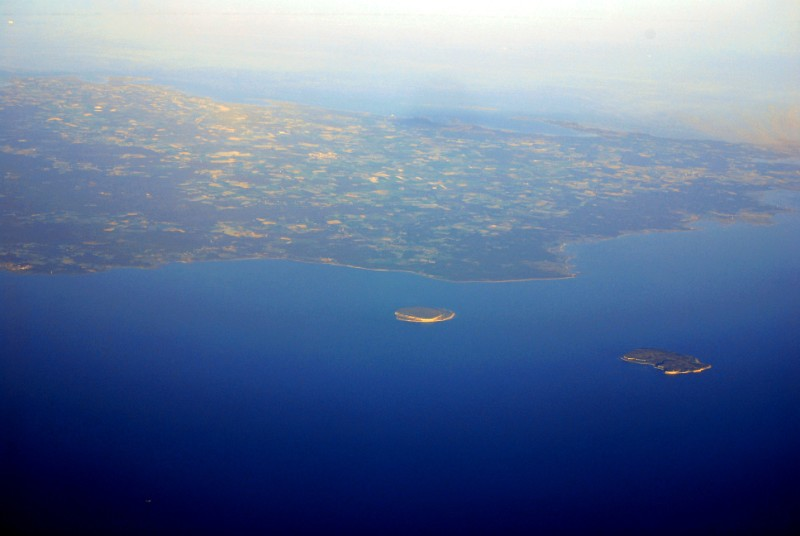
Het kleine eilandje in het midden is Lilla Karlsö; rechts daarvan is Stora Karlsö zichtbaar.

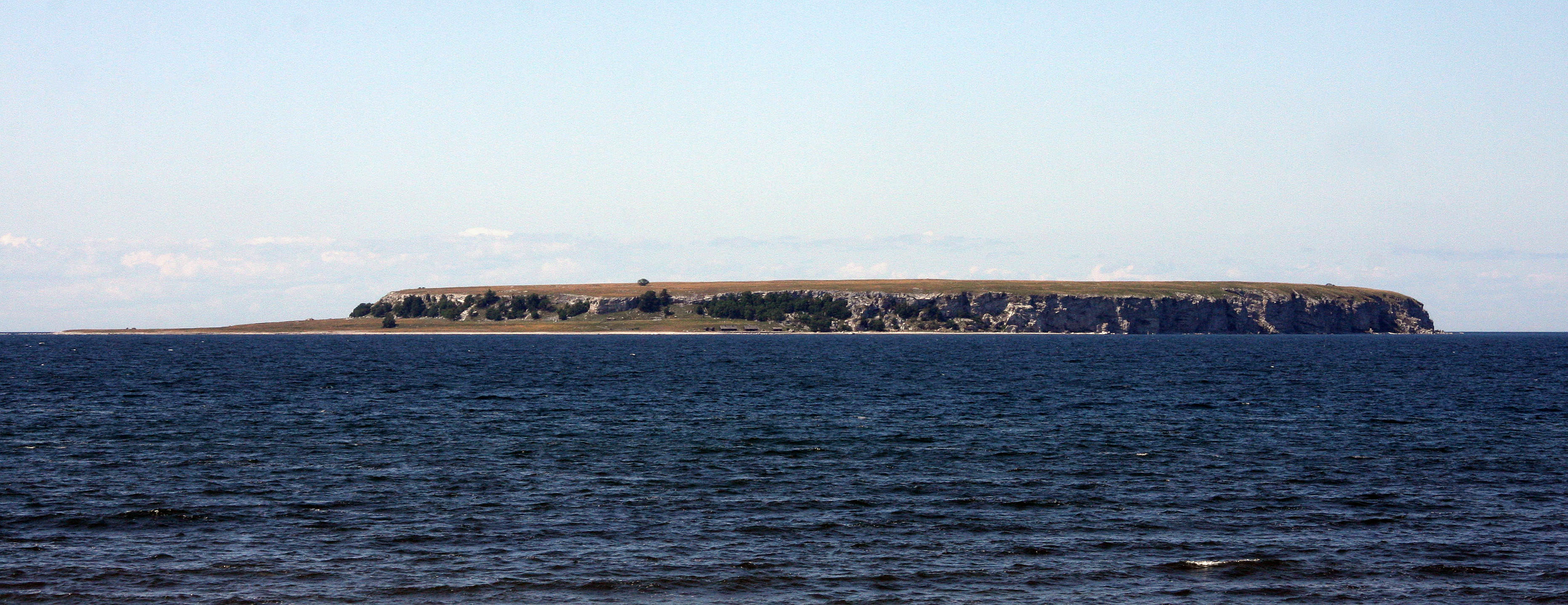
Het eiland gezien vanaf Djupvik.

Lilla Karlsö (Klein Karelseiland) is een Zweeds kalkeilandje , ongeveer 3 km ten westen van Gotland en op ongeveer 4,5 km afstand van Stora Karlsö (Groot Karelseiland).
Het heeft een oppervlakte van ongeveer 1,6 km², vergelijkbaar met Helgoland. Het wordt gedomineerd door een cirkelvormig tot 66 meter hoog plateau, dat aan de kust meest steil afdaalt naar zee. Door de soms harde wind en het gebrek aan beschutting is het plateau nagenoeg boomloos. Aan de oostkant van het eiland bevinden zich enkele landingsmogelijkheden, en daar bevindt zich ook het enige haventje met enkele gebouwtjes van de natuurbeschermingsorganisatie die het eiland beheert: Svenska Naturskyddsföreningen (SNF). In de klippen bevinden zich enige tientallen tot 30 meter diepe grotten. Aan de kust bevinden zich ook erosiestructuren van kalk, de zogenaamde Raukar.
Het eiland kent geen permanente bewoning en is een natuurreservaat en rustplaats voor vele vogels. Men kan het eiland in de zomer bezoeken en er ook overnachten. Boten vertrekken vanaf het haventje Djupvik.
Het eiland en zijn diepe grotten worden beschreven in Niels Holgersson, hoofdstuk 11.